# タムティ駅
タムティ駅（タムティえき）は、大韓民国大邱広域市寿城区にある大邱交通公社2号線の駅である。駅番号は(236)。駅名は付近の「タムティゴゲ」という峠に由来する。

## 駅構造
- 島式ホーム1面2線の地下駅。

## 駅周辺
- 寿城大学校
- 晩村3洞住民センター
- 大倫中学校
- 大倫高等学校

## 歴史
- 2005年10月18日 - 開業。

## 隣の駅
大邱交通公社
●2号線
晩村駅 (235) - タムティ駅 (236) - 蓮湖駅(237)